# Steely Hollow (Oklahoma)
Steely Hollow es un lugar designado por el censo ubicado en el condado de Cherokee en el estado estadounidense de Oklahoma. En el Censo de 2010 tenía una población de 206 habitantes y una densidad poblacional de 16,49 personas por km².

## Geografía
Steely Hollow se encuentra ubicado en las coordenadas 35°59′17″N 94°57′31″O / 35.98806, -94.95861. Según la Oficina del Censo de los Estados Unidos, Steely Hollow tiene una superficie total de 20.11 km², de la cual 5.3 km² corresponden a tierra firme y (0.1%) 0.02 km² es agua.

## Demografía
Según el censo de 2010, había 206 personas residiendo en Steely Hollow. La densidad de población era de 16,49 hab./km². De los 206 habitantes, Steely Hollow estaba compuesto por el 50% blancos, el 0.49% eran afroamericanos, el 35.44% eran amerindios, el 0.49% eran asiáticos, el 0% eran isleños del Pacífico, el 0.49% eran de otras razas y el 13.11% pertenecían a dos o más razas. Del total de la población el 4.37% eran hispanos o latinos de cualquier raza.